# Гейден (Колорадо)
Гейден (англ. Hayden) — місто (англ. town) в США, в окрузі Роутт штату Колорадо. Населення — 1941 особа (2020).

## Географія
Гейден розташований за координатами 40°29′7″ пн. ш. 107°14′32″ зх. д. / 40.48528° пн. ш. 107.24222° зх. д. (40.485240, -107.242309).  За даними Бюро перепису населення США в 2010 році місто мало площу 7,78 км², уся площа — суходіл.

### Клімат
| Клімат : Гейден                       | Клімат : Гейден | Клімат : Гейден | Клімат : Гейден | Клімат : Гейден | Клімат : Гейден | Клімат : Гейден | Клімат : Гейден | Клімат : Гейден | Клімат : Гейден | Клімат : Гейден | Клімат : Гейден | Клімат : Гейден | Клімат : Гейден |
| Показник                              | Січ.            | Лют.            | Бер.            | Квіт.           | Трав.           | Черв.           | Лип.            | Серп.           | Вер.            | Жовт.           | Лист.           | Груд.           | Рік             |
| Абсолютний максимум, °C               | 15,6            | 16,1            | 23,9            | 28,9            | 33,3            | 37,8            | 37,8            | 36,7            | 34,4            | 28,3            | 23,3            | 18,9            | 37,8            |
| Середній максимум, °C                 | −0,8            | 1,6             | 8,1             | 14,7            | 20,4            | 26,1            | 29,7            | 28,5            | 23,7            | 16,4            | 7,0             | −0,3            | 14,6            |
| Середня температура, °C               | −7              | −4,8            | 1,2             | 6,6             | 11,6            | 16,3            | 19,8            | 19,0            | 14,2            | 7,8             | 0,3             | −6,3            | 6,6             |
| Середній мінімум, °C                  | −13,2           | −11,2           | −5,8            | −1,5            | 2,8             | 6,4             | 10,0            | 9,5             | 4,8             | −0,8            | −6,4            | −12,3           | −1,4            |
| Абсолютний мінімум, °C                | −42,8           | −42,2           | −31,7           | −20,6           | −9,4            | −6,1            | −2,8            | −2,2            | −13,9           | −21,1           | −32,8           | −36,1           | −42,8           |
| Норма опадів, мм                      | 41              | 34              | 34              | 47              | 43              | 31              | 35              | 35              | 45              | 44              | 41              | 41              | 470             |
| Днів з опадами                        | 12              | 10              | 10              | 10              | 11              | 8               | 8               | 9               | 9               | 9               | 10              | 11              | 117             |
| Днів зі снігом                        | 11              | 9               | 8               | 4               | 1               | 0               | 0               | 0               | 0               | 3               | 8               | 11              | 54              |
| ------------------------------------- | --------------- | --------------- | --------------- | --------------- | --------------- | --------------- | --------------- | --------------- | --------------- | --------------- | --------------- | --------------- | --------------- |
| Джерело: NOAA (extremes 1938–present) |                 |                 |                 |                 |                 |                 |                 |                 |                 |                 |                 |                 |                 |

## Демографія
Згідно з переписом 2010 року, у місті мешкало 1810 осіб у 737 домогосподарствах у складі 479 родин. Густота населення становила 233 особи/км².  Було 806 помешкань (104/км²).
Расовий склад населення:
| - 93,0 % — білих - 0,7 % — корінних американців - 0,6 % — азіатів - 0,3 % — чорних або афроамериканців - 0,2 % — вихідців з тихоокеанських островів - 3,3 % — осіб інших рас |

До двох чи більше рас належало 1,9 %. Частка іспаномовних становила 8,9 % від усіх жителів.
За віковим діапазоном населення розподілялося таким чином: 27,2 % — особи молодші 18 років, 65,2 % — особи у віці 18—64 років, 7,6 % — особи у віці 65 років та старші. Медіана віку мешканця становила 35,1 року. На 100 осіб жіночої статі у місті припадало 108,3 чоловіків;  на 100 жінок у віці від 18 років та старших — 108,5 чоловіків також старших 18 років.
Середній дохід на одне домашнє господарство  становив 59 322 долари США (медіана — 54 013), а середній дохід на одну сім'ю — 69 445 доларів (медіана — 65 000). Медіана доходів становила 51 433 долари для чоловіків та 32 375 доларів для жінок. За межею бідності перебувало 12,7 % осіб, у тому числі 18,2 % дітей у віці до 18 років та 7,7 % осіб у віці 65 років та старших.
Цивільне працевлаштоване населення становило 1000 осіб. Основні галузі зайнятості: освіта, охорона здоров'я та соціальна допомога — 14,8 %, роздрібна торгівля — 13,6 %, транспорт — 12,2 %, будівництво — 11,4 %.